# Дончо Даскалов
Дончо Атанасов Даскалов е български историк, дългогодишен преподавател в Историческия факултет на Софийския университет.
Дончо Даскалов изследва българската история от Освобождението, левите политически организации, в частност анархизма в България. Други теми на неговите дирения са биографията на монарха Борис III и белогвардейската емиграция в страната. „Книгата Анархизмът в България и борбата на партията против него“ от 1973 г. е преиздадена като „Анархизмът в България“ през 1995 след премахване на до голяма степен на политическите наслагвания от времето на управлението на БКП.
За своите значими научни приноси професор Даскалов е награден с ордена „Св. св. Кирил и Методий“ – I степен.